# Raimondo D'Aronco

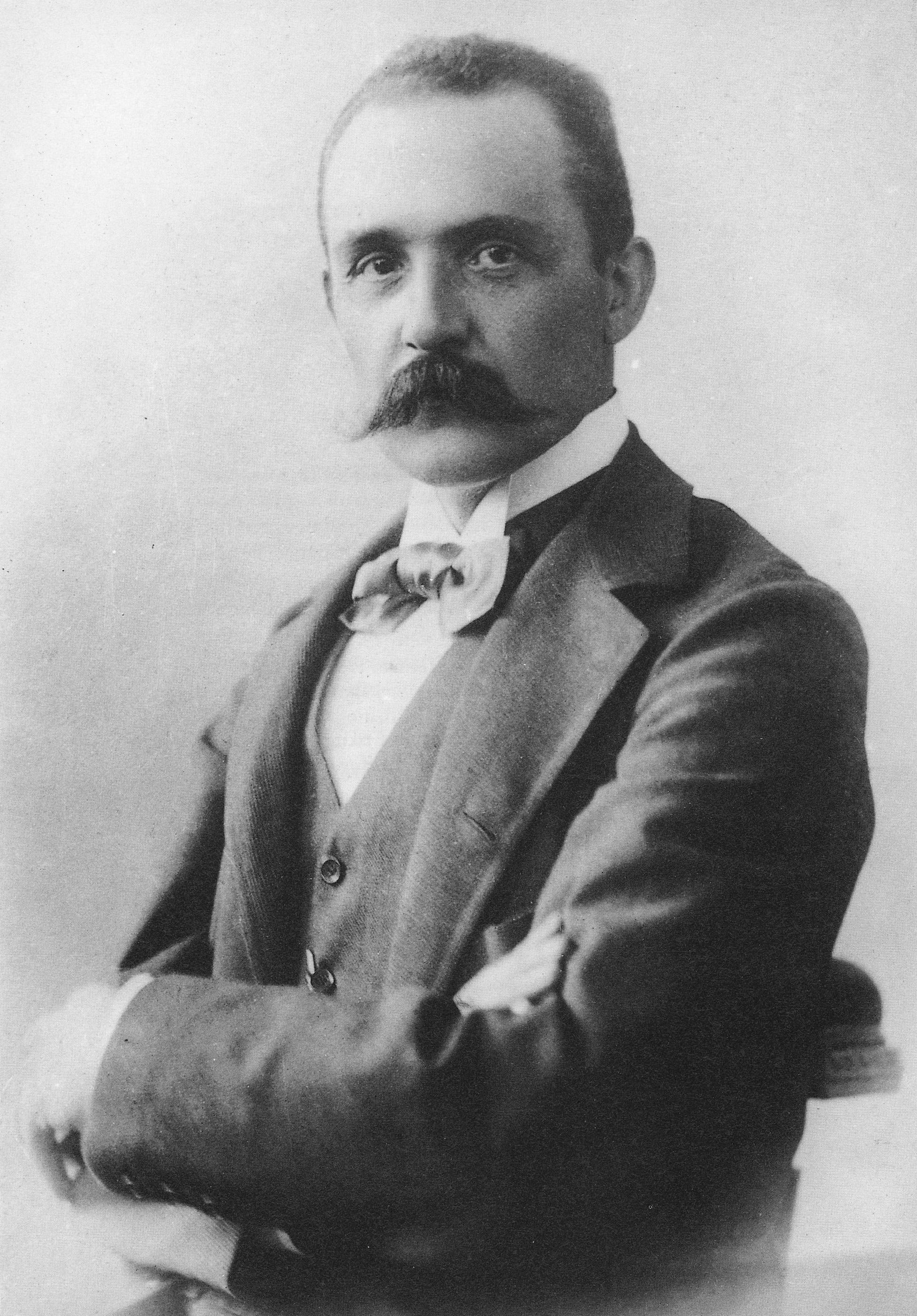
Raimondo D'Aronco

Raimondo D’Aronco (1857-1932), italiensk arkitekt, delvis verksam i Istanbul, en av Italiens mest kända arkitekter från jugendepoken.  

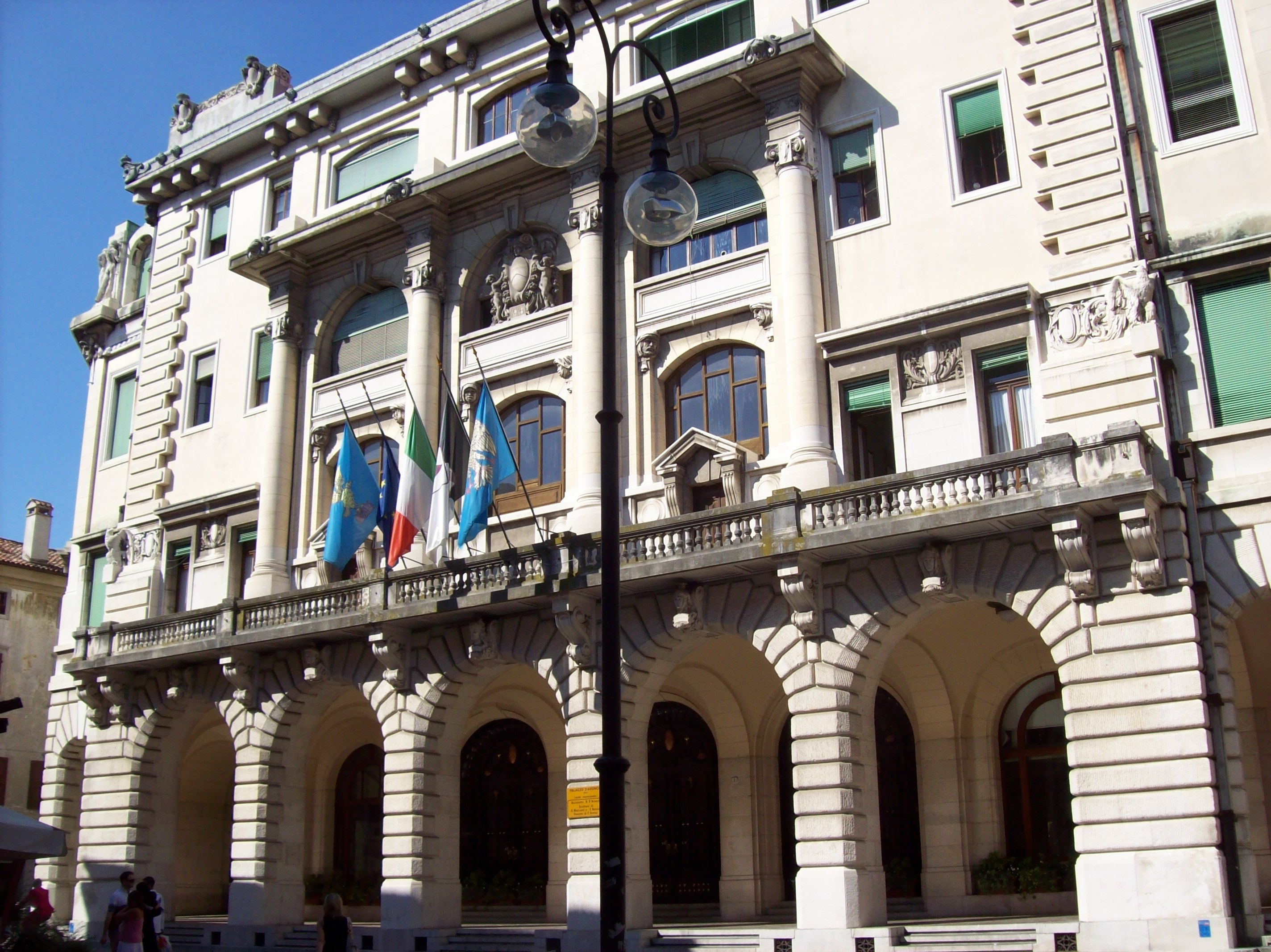
Stadshus i Udine.

D’Aronco studerade vid Accademia di Belle Arti i Venedig. Från 1892 arbetade han för sultanen Abdul Hamid II i Istanbul där han utformade en rad byggnader. 
Hans mest kända verk är utställningsbyggnader för 1902 års utställning i Turin (l'Esposizione d'arte decorativa moderna). 1908 återvände han till Italien och hemstaden Udine, där han året därpå började arbeta med ett nytt stadshus (uppfört 1911-30).